# Équipe de Grande-Bretagne automobile
L'A1 Team Grande-Bretagne est l'équipe représentant le Royaume-Uni dans la compétition automobile d'A1 Grand Prix. Elle termina trois fois à la troisième place.

## Historique

### Coupe Gordon Bennett
En 1900, une compétition particulière, la Coupe internationale (ou Coupe Gordon Bennett) voit s'affronter des pilotes en fonction de leur nationalité. De plus, ils ont l'obligation de piloter des voitures provenant de leur pays. Les pilotes britanniques ne participent pas aux deux premières éditions mais à la troisième, qui se déroule en France et en Autriche-Hongrie, deux pilotes sur Wolseley, Montague Grahame-White et Arthur Callan, ainsi que Selwyn Edge sur Napier sont alignés. Ils adoptent à cette occasion le British Racing Green. En face d'eux se trouve trois pilotes français. Edge remporte la course, permettant de battre les français double-vainqueurs en titre.
La quatrième édition est organisée par les britanniques. La course se déroule dans le comté de Kildare (toute l'Irlande est à cette époque une composante du Royaume-Uni depuis 1801). Cette fois-ci, Napier est le seul constructeur, fournissant des voitures pour Selwyn Edge, Charles Jarrott et J.W. Stocks. Malheureusement, seul Edge arrivera au bout des 527km en terminant cinquième. Il sera par la suite disqualifié. En 1904, la Edge concours toujours sur Napier, Sidney Girling et Charles Jarrott sur Wolseley. Ils seront respectivement 12e, 8e et 11e. L'année suivante, les pilotes ne font pas mieux avec la 8e place d'un certain Charles Rolls.

### Coupe des Nations
Lors de la Coupe des Nations qui se déroule lors de la Course des Champions, une rencontre d'exhibition entre les meilleurs pilotes de l'année, la Grande-Bretagne n'aligne une équipe quu'à partir de la troisième édition en 2001. À partir en 2006 et 2007, l'Angleterre et l'Écosse alignent leur propre équipe. Puis en 2009, le Royaume-Uni s'incline en finale face à l'Allemagne. 

### Grand Prix

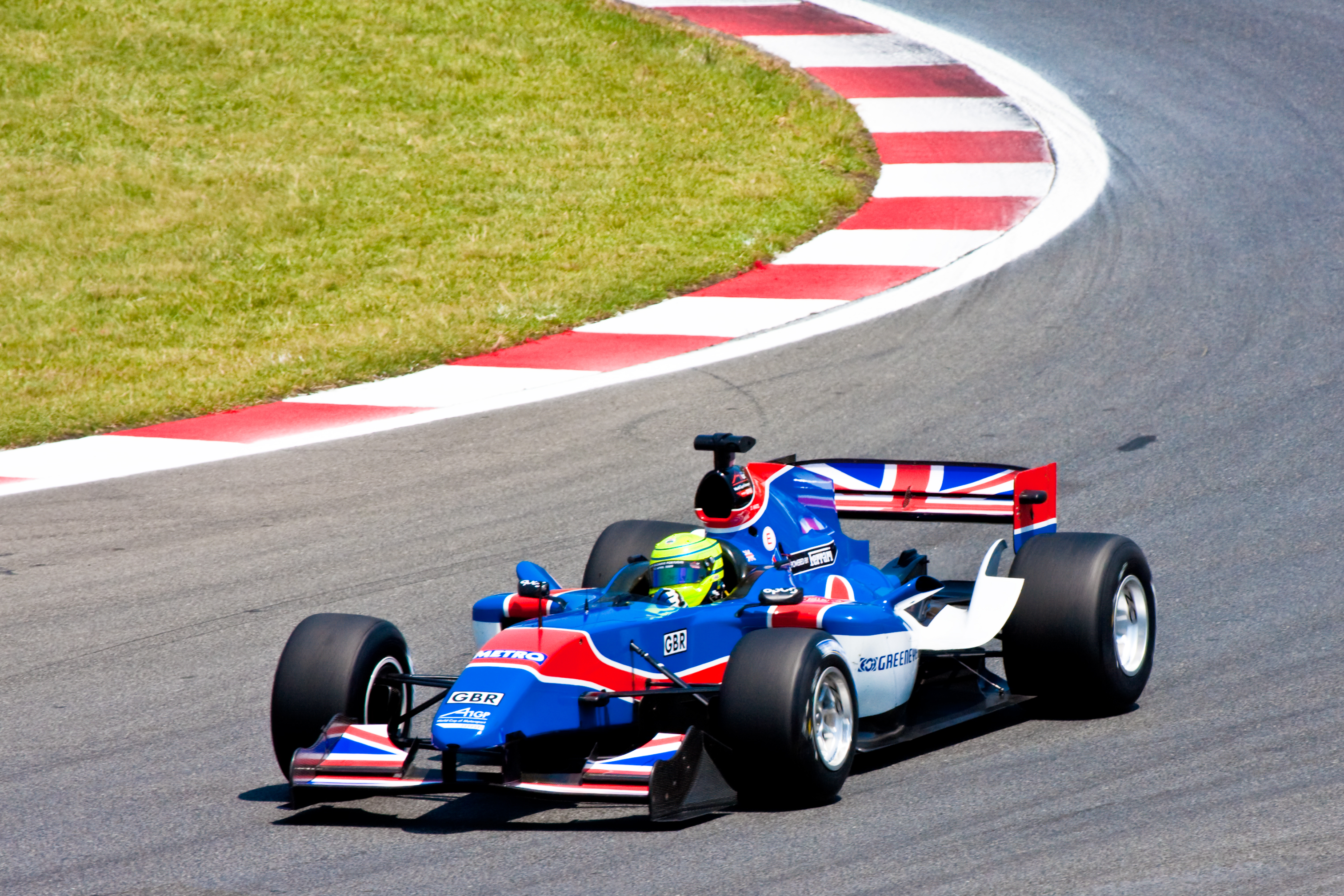
Danny Watts représentant le Royaume-Uni en 2009.

En 2004, l'A1 Team Grande-Bretagne est l'une des six premières nations à annoncer sa participation, avec comme Président John Surtees. La voiture a été dévoilée au public en septembre 2005, avec une livrée bleue, rouge et blanche distinctive des couleurs du drapeau du Royaume-Uni, abandonnant le vert traditionnel britannique.
Le britannique Tony Clements était le principal financier de l'équipe jusqu'à la saison 4. John Surtees était le directeur d'équipe pour les 2 premières saisons. Il est remplacé avant la 3e saison par Katie Clements. L'écurie Arden International founissait l'équipe ainsi que les voitures (Lola). Au cours des quatre édition, l'équipe termina trois fois à la troisième place.

## Palmarès
- 2005-2006 :  3e avec 97 points
- 2006-2007 :  3e avec 92 points
- 2007-2008 :  3e avec 126 points
- 2008-2009 : 10e avec 28 points

## Pilotes
- 2005-2006 : Robbie Kerr, Darren Manning
- 2006-2007 : Robbie Kerr, Darren Manning, Oliver Jarvis
- 2007-2008 : Robbie Kerr, Oliver Jarvis
- 2008-2009 : Danny Watts, Dan Clarke